# Tra le stelle di Hollywood
Tra le stelle di Hollywood (Mother Goose Goes Hollywood) è un film del 1938 diretto da Wilfred Jackson. È un cortometraggio animato prodotto dalla Walt Disney Productions e uscito negli Stati Uniti il 23 dicembre 1938 distribuito dalla RKO Radio Pictures. Il film è una parodia delle diverse filastrocche riguardanti una celebre protagonista della letteratura d'infanzia Mamma oca con le caricature dei più popolari attori di Hollywood del tempo. Il film è stato diretto da Wilfred Jackson ed è stato il terzultimo cortometraggio delle Sinfonie allegre. È stato trasmesso in TV col titolo Mamma oca va a Hollywood.

## Trama
Questo cortometraggio presenta una serie di sketch in cui le star di Hollywood dell'epoca recitano filastrocche tradizionali.
Il primo è Old King Cole, con quest'ultimo interpretato da Hugh Herbert, Ned Sparks nel ruolo del giullare e i fratelli Marx nel ruolo dei tre violinisti, e con Joe Penner che porta una pentola con l'ospite speciale Paperino.
Il secondo è Rub-a-dub-dub, interpretato da Charles Laughton, Spencer Tracy e Freddie Bartholomew.
Nel terzo, W. C. Fields interpreta Humpty Dumpty con l'ospite speciale Charlie McCarthy.
Nel quarto, Stan Laurel e Oliver Hardy interpretano Simple Simon.
Nel quinto, See Saw Margery Daw è interpretato da Edward G. Robinson e Greta Garbo su un saliscendi.
Infine, Eddie Cantor interpreta Little Jack Horner in una grande sequenza musicale con Cab Calloway, Fats Waller e Stepin Fetchit. Altri personaggi che compaiono sono Wallace Beery, Clark Gable, George Arliss, Martha Raye, Fred Astaire, Joe E. Brown, Edna May Oliver, Mae West e ZaSu Pitts.
In una gag ricorrente, Katharine Hepburn appare in vari momenti nei panni di Little Bo Peep.

## Distribuzione
Il cortometraggio fu distribuito nelle sale statunitensi il 23 dicembre 1938.